# Hippopotamidae
Hipopótamo (do grego ἱπποπόταμος, composto de ιππος, "cavalo", e ποταμού, "rio") o nome genérico de um mamífero ungulado de grande porte pertencente à família Hippopotamidae. É um artiodátilo mamífero, próprio da África, de pele muito grossa e nua, patas e cauda curtas, cabeça muito grande e truncada num focinho largo e arredondado.

## Comportamento
Hipopótamos passam a maior parte de seus dias dentro da água ou da lama com os outros membros de seu grupo. A água serve para manter a temperatura do corpo baixa e para não deixar sua pele ficar seca. A maioria dos hipopótamos vive lutando com outros hipopótamos e sua reprodução ocorre na água.
Hipopótamos saem da água ao entardecer e viajam para o interior, às vezes até 8 km, para pastar na grama curta, a sua principal fonte de alimento. Estes grandes animais podem consumir 68 kg de grama a cada noite. Como qualquer herbívoro, eles vão consumir muitas outras plantas, mas sua dieta natural é composta quase só de grama, com apenas o consumo mínimo de plantas aquáticas. Hipopótamos já (raramente) foram filmados comendo carniça, geralmente perto da água. Existem outros relatos de comer carne, e até mesmo canibalismo e predação. A anatomia do estômago de um hipopótamo não é adequado para a carnivoria e comer carne é provavelmente causado por comportamento aberrante ou estresse nutricional.
A dieta de hipopótamos consiste principalmente de gramíneas terrestres, mesmo com que eles passem a maior parte de seu tempo na água. Por causa de seu tamanho e hábito de tomar os mesmos caminhos para se alimentar, hipopótamos podem ter um impacto significativo sobre a terra, mantendo a terra clara da vegetação e pressionando o chão. Por períodos prolongados, hipopótamos podem desviar os caminhos de pântanos e canais.
Ao ficarem muito tempo no sol, acabam se queimando. Por isso, eles tomam banho de lama, para se hidratarem.
Eles podem ser muito desengonçados fora da água, mas dentro dela são como bailarinos, muito delicados.
Hipopótamos adultos normalmente saem da água para respirar a cada 3-5 minutos. Hipopótamos adultos se movem em velocidades de até 8 km por hora enquanto estão na água. Os jovens têm de respirar a cada dois ou três minutos. O processo de respiração é automático, e até mesmo dormindo são capazes de subir e respirar sem acordar. Um hipopótamo fecha suas narinas quando submerge.
Tal como acontece com peixes e tartarugas em um recife de coral, às vezes o hipopótamo passa por "estações de limpeza" quando ele abre a boca, um sinal de que peixes têm permissão para remover parasitas existentes em sua boca. Para muitos peixes, estes parasitas são um alimento.

## Descrição
Os hipopótamos estão entre os maiores animais terrestres não extintos; apenas os elefantes e os rinocerontes podem pesar mais. O peso médio para um macho adulto varia entre 1,5 a 1,8 tonelada. As fêmeas são menores, com peso que varia entre 1,3 e 1,5 tonelada. Os machos mais velhos podem ficar ainda maiores, podendo chegar, pelo menos, às 3,2 toneladas. O hipopótamo mais pesado de que se tem registro pesava aproximadamente 4,5 toneladas.
Estes animais vivem geralmente próximo de rios, onde passam grande parte do seu tempo imersos, pois eles tem uma pele sensível a luz solar. Os hipopótamos são herbívoros e alimentam-se durante a noite da vegetação existente nas margens dos rios que habitam, mas há alguns indícios de canibalismo de machos adultos com filhotes.
Os hipopótamos são preguiçosos em terra, mas ainda assim podem atingir velocidades em torno de 50 km/h. Na água, são rápidos e mostram diversas adaptações em sua existência, na maior parte aquática, inclusive orelhas e narinas que podem se fechar e uma secreção da pele que funciona como protetor solar, antisséptico e antibacteriano. A pele dos hipopótamos é muito sensível a queimaduras solares e, como proteção, segrega uma substância de cor vermelha que de longe pode ser confundida com sangue.
Um hipopótamo macho adulto (que é quase sempre maior do que a fêmea) pode medir 4 metros e chegar a 3.500 kg, sendo um dos maiores mamíferos terrestres, atrás apenas dos elefantes e rinocerontes.

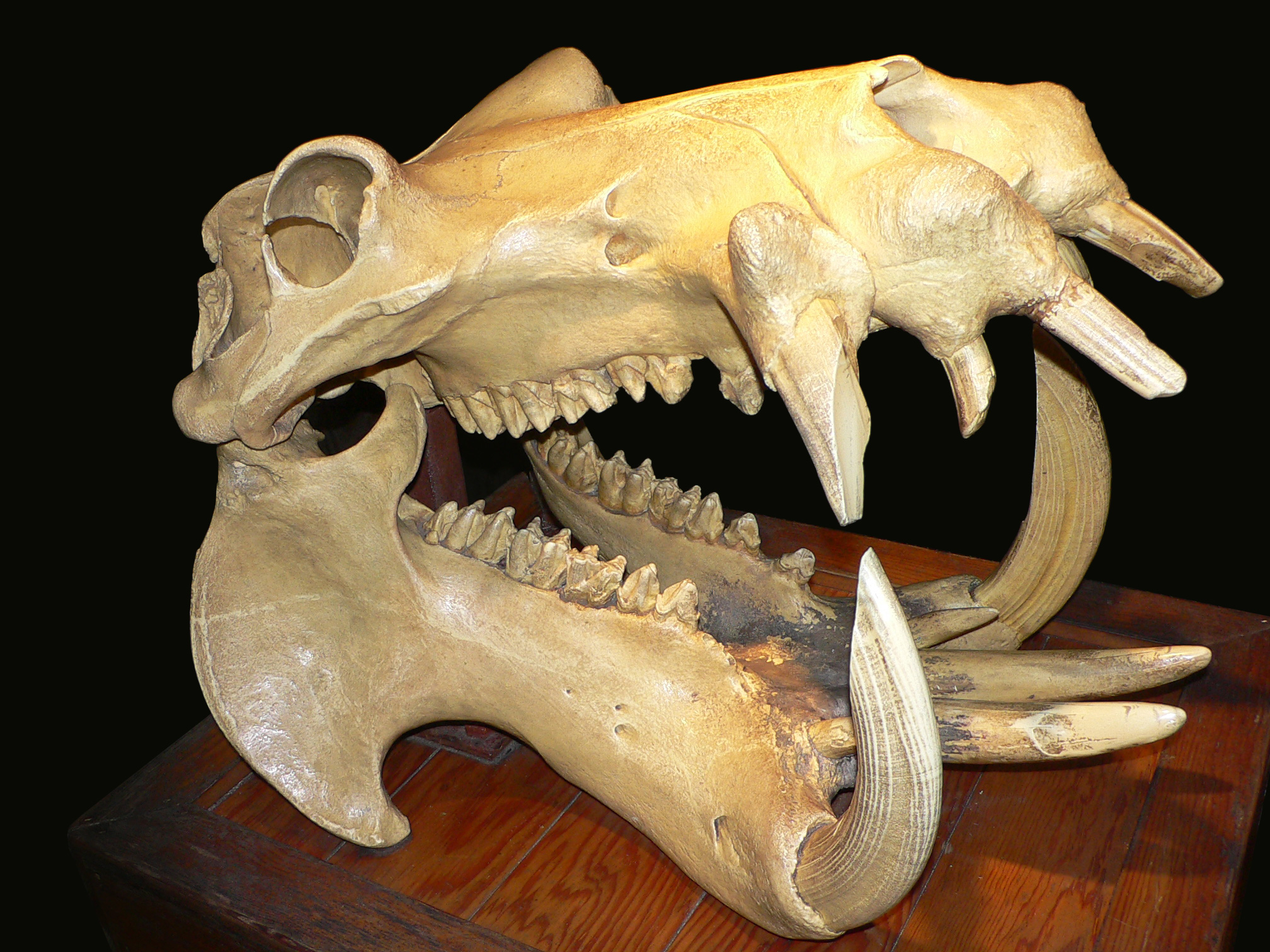
Um crânio de hipopótamo

Eles têm uma mordida extremamente forte em torno de 810 kg, mais do que o dobro da mordida de um leão.
O único predador natural dos hipopótamos são os leões que os caçam em bandos.
Os hipopótamos são animais grandes, com uma dentição herbívora, mas têm caninos grandes e auto-afiáveis que são usados para se defender.
Eles são muito agressivos e territoriais, e causam mais mortes de humanos na África do que leões, búfalos, elefantes e rinocerontes juntos. Eles avisam antes de atacar, geralmente encarando seu oponente primeiro e depois abrindo sua grande boca para exibir os dentes, o que muitas pessoas confundem com um bocejo.

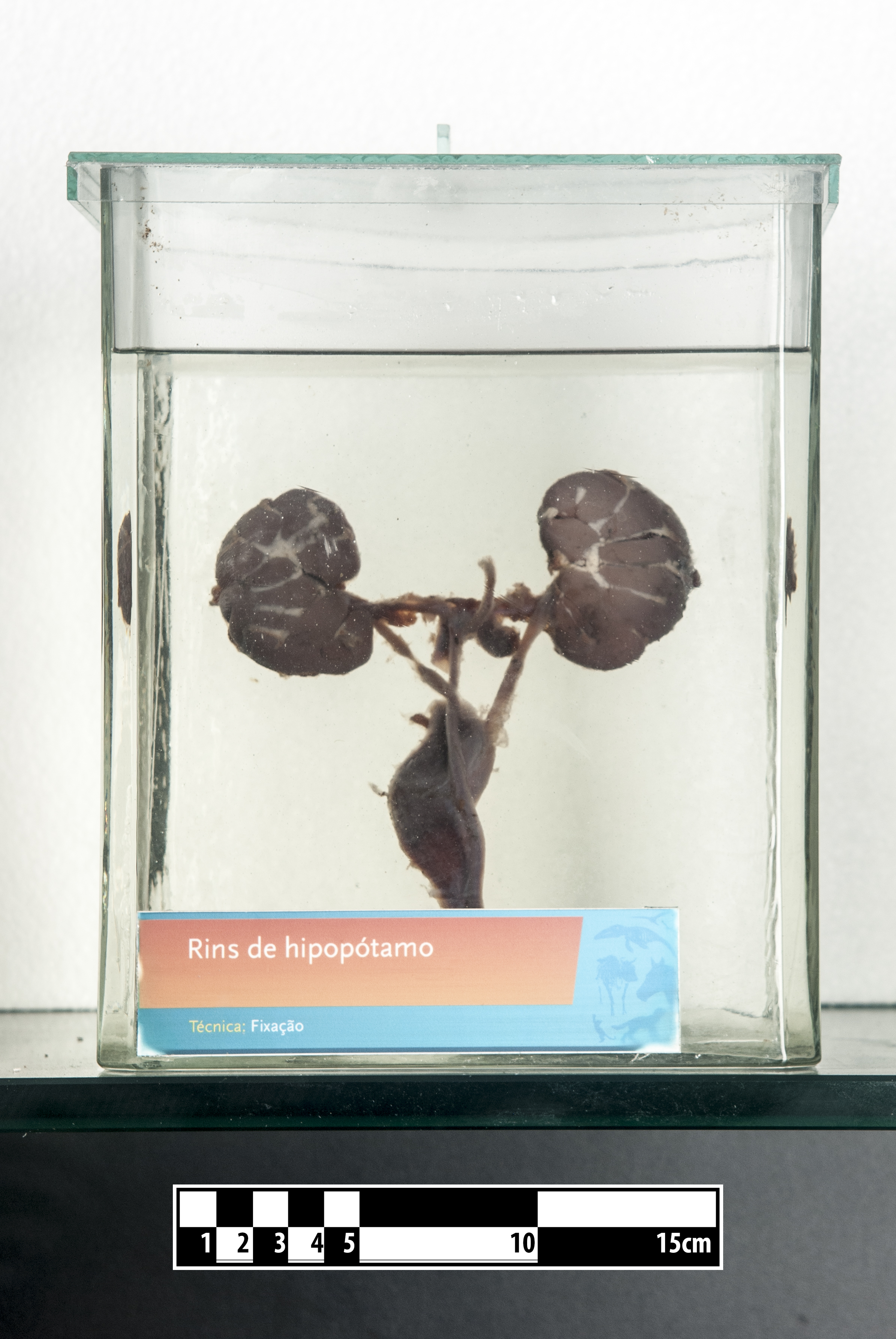
Rins de hipopótamo. Em exposição no MAV/USP.

Vivem em grupos gregários com cerca de vinte animais, constituídos pelas fêmeas e crias e liderados por um macho.
Podem viver em média 30 anos, porém, em cativeiro, indivíduos da espécie hipopótamo-pigmeu vivem entre 42-55 anos, mais do que na selva. Recobre-o uma rugosa pele cinzenta - que em alguns pontos tem mais de 5 cm de espessura - e sustenta-se sobre pernas muito curtas. Uns ralos pêlos espalham-se pelo corpo.
O hipopótamo é um ótimo nadador. Como a gordura é mais leve que a água, e está acumulada sob a espessa pele, ajuda-o a flutuar. Além disso, a gordura estabiliza a temperatura interna do animal quando está dentro da água.
Os hipopótamos eram sagrados para os antigos egípcios. A deusa da fertilidade, Tuéris, foi representada como um hipopótamo bípede.
Os hipopótamos são animais sociais, vivendo em grupos de 10 a 30 animais, embora grupos de mais de uma centena já tenham sido observados. Os grupos possuem várias fêmeas e machos mas apenas um macho alfa. A mediação de encontros entre machos de um mesmo grupo é feita através da prática do "gaping", sem tradução em português, que consiste no enfrentamento de dois machos dentro da água e na abertura de suas bocas em um ângulo de até 140 graus, de modo que oferecer ao adversário uma estimativa de tamanho, submetendo assim os indivíduos menores e evitando confrontos físicos que poderiam ferir a ambos.
Outro comportamento curioso é chamado de "flinging", por meio do qual os hipopótamos espalham suas fezes ao longo da linha de areia do rio, bem como ao longo de suas trilhas em direção aos campos de pastagem, de modo a facilitar sua locomoção sem o uso dos olhos, percorrendo trilhas de retorno à água com a ajuda do faro mesmo na ausência de luminosidade.

## Classificação
Segundo Boisserie (2005) a sistemática e taxonomia da família seria:
- Gênero Hippopotamus Linnaeus, 1758 - Hipopótamos verdadeiros
  - Hippopotamus amphibius Linnaeus, 1758 - Hipopótamo-comum ou Hipopótamo-do-nilo
    - Hippopotamus amphibius amphibius Linnaeus, 1758
    - Hippopotamus amphibius capensis Desmoulins, 1825
    - Hippopotamus amphibius constrictus  Zukowsky, 1924
    - Hippopotamus amphibius kiboko Heller, 1914

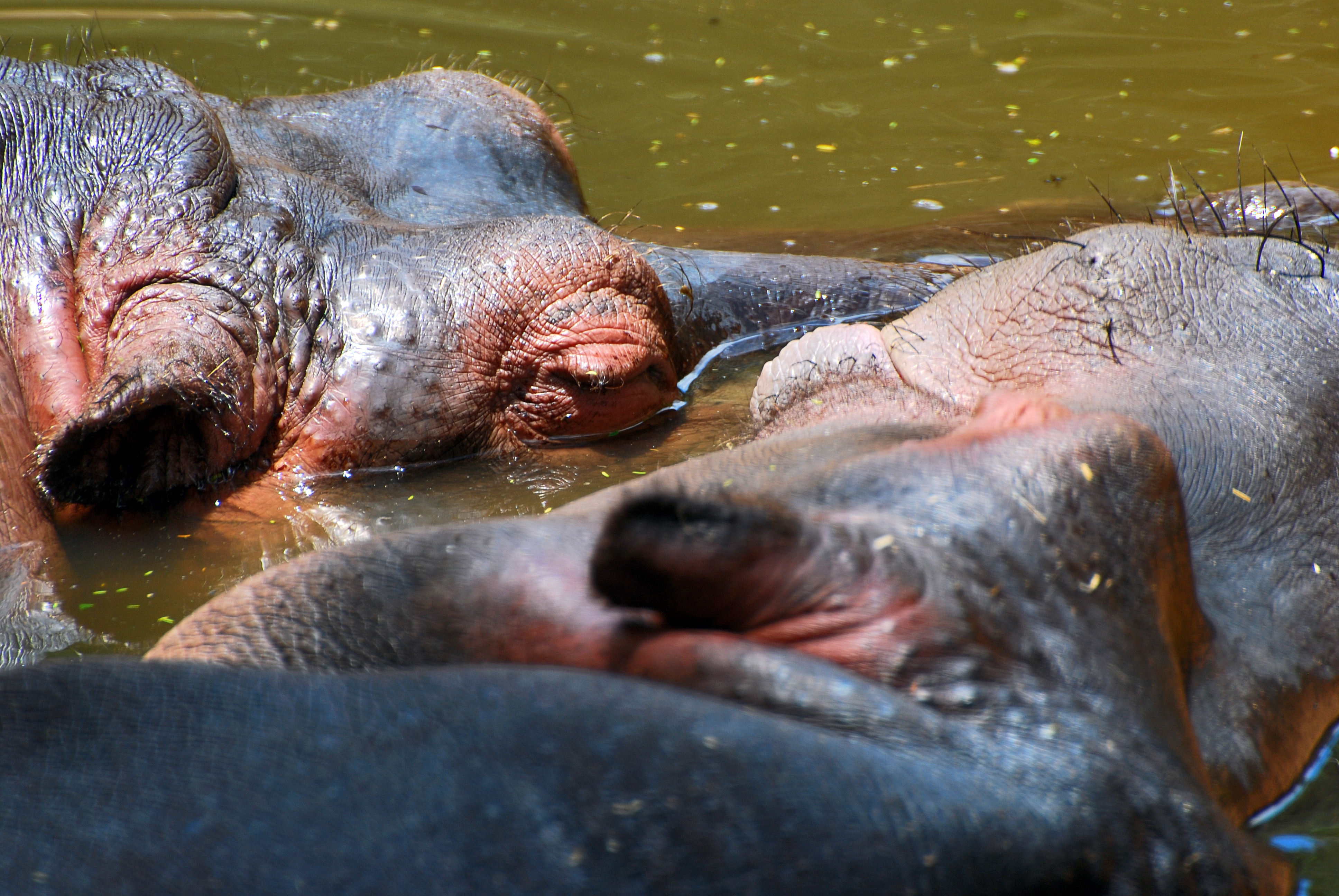
Hipopótamos.

- -     - Hippopotamus amphibius tschadensis Schwarz, 1914

  - †Hippopotamus antiquus Desmarest, 1822 - Hipopótamo-europeu
  - †Hippopotamus creutzburgi Boekschoten e Sondaar, 1966 - Hipopótamo-pigmeu-de-creta
    - †Hippopotamus creutzburgi creutzburgi Boekschoten e Sondaar, 1966
    - †Hippopotamus creutzburgi parvus Kuss, 1975

  - †Hippopotamus minor Desmarest, 1822 - Hipopótamo-anão-do-chipre
  - †Hippopotamus melitensis Major, 1902 - Hipopótamo-pigmeu-de-malta
  - †Hippopotamus pentlandi Von Meyer, 1832 - Hipopótamo-pigmeu-da-sicília
  - †Hippopotamus lemerlei Grandidier, 1868 - Hipopótamo-pigmeu-de-madagascar
  - †Hippopotamus laloumena Fauré e Guerin, 1990 - Hipopótamo-pigmeu-de-madagascar
  - †Hippopotamus gorgops Dietrich, 1928
- Espécies possivelmente pertencentes ao gênero Hippopotamus:
  - †Hippopotamus aethiopicus (Coryndon e Coppens, 1975)
  - †Hippopotamus karumensis (Coryndon, 1977)
  - †Hippopotamus protamphibius (Arambourg, 1944)
  - †Hippopotamus coryndoni Gèze, 1985
  - †Hippopotamus afarensis Gèze, 1985

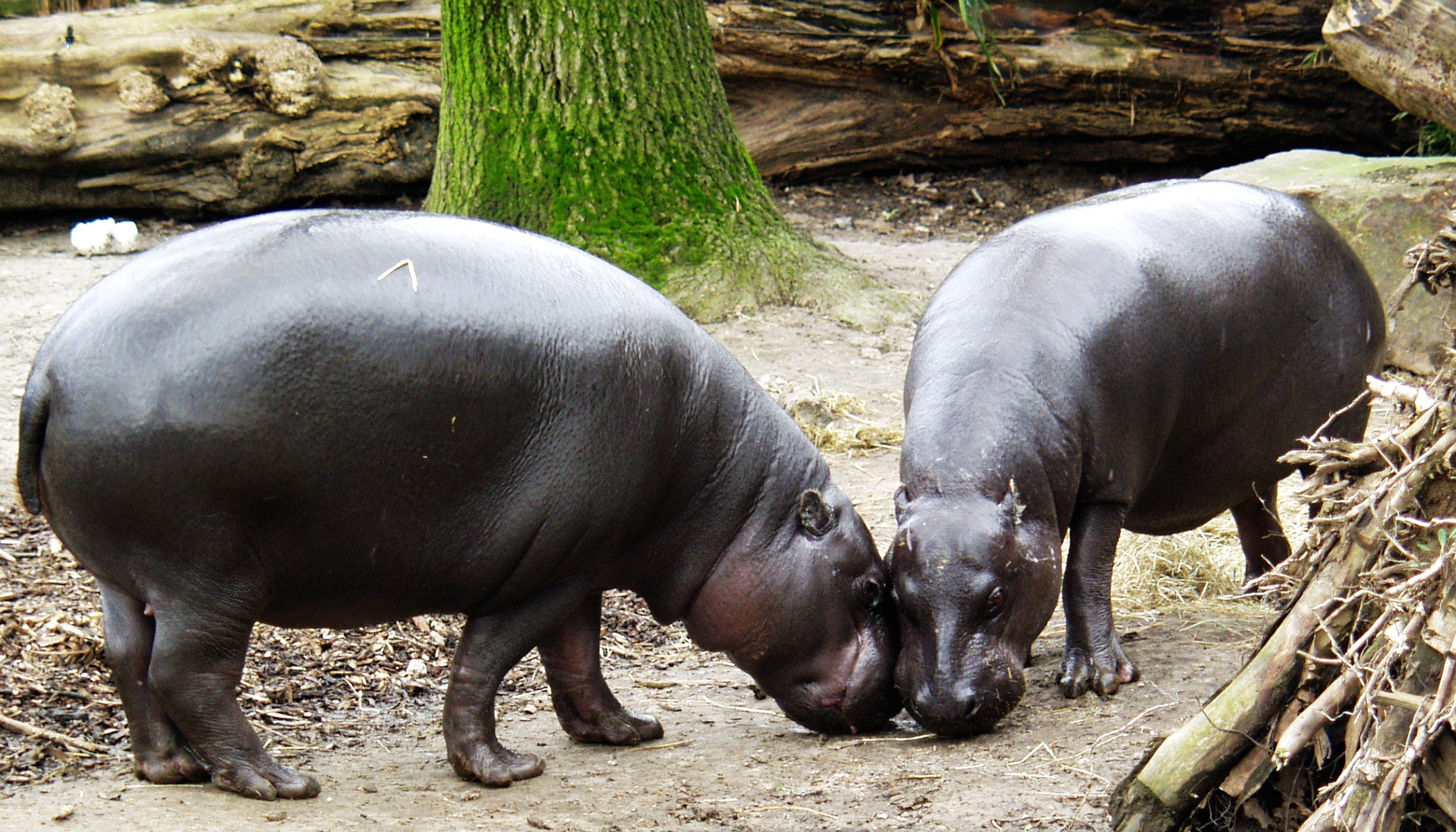
Hipopótamos-pigmeus

- - Gênero Heprotodon Falconer e Cautley, 1836
  - †Hexaprotodon palaeindicus (Falconer e Cautley, 1847) - Hipopótamo-indiano
  - †Hexaprotodon namadicus (Falconer e Cautley, 1847) - Hipopótamo-pigmeu-indiano
  - †Hexaprotodon bruneti Boisserie e White, 2004 - Hipopótamo-de-afar
  - †Hexaprotodon sivalensis Falconer e Cautley, 1836 - Hipopótamo-de-sivalik
  - †Hexaprotodon dulu Boisserie, 2004 - Plioceno Inferior, Formação Sagantole, Vale do Médio Awash valley, Afar, Etiópia
  - †Hexoprotodon sp. - Hipopótamo-do-myanmar
- Gênero †Archaeopotamus Boisserie, 2005
  - †Archaeopotamus harvardi (Coryndon, 1977)
  - †Archaeopotamus lothagamensis (Weston, 2000)
  - e mais 2 espécies ainda não descritas
- Gênero Choeropsis Leidy, 1853
  - Choeropsis liberiensis (Morton, 1849) - Hipopótamo-pigmeu
    - Choeropsis liberiensis liberiensis (Morton, 1849)
    - Choeropsis liberiensis heslopi Corbet, 1969 (possivelmente extinto)

  - †Choeropsis madagascariensis (Guldberg, 1883) - Hipopótamo-pigmeu-de-madagascar
- Gênero †Saotherium Boisserie, 2005
  - †Saotherium mingoz (Boisserie et al., 2003)

## Na ficção
- Fantasia: no desenho animado Fantasia, aparece um bando de hipopótamos fêmeas bailarinos que dançaram com um bando de jacarés machos bailarinos.
- O Rei Leão 2: no desenho animado O Rei Leão 2, uma família de hipopótamos pode ser vista durante o número musical We Are One. Em outra cena, um hipopótamo aparece dançando no Upendi com os outros animais.
- Madagascar: Gloria é um hipopótamo fêmea e uma das personagens principais do filme, dublada na versão brasileira pela atriz Heloísa Périssé.
- Pat & Stanley: no vídeo Pat & Stanley, um hipopótamo (Pat) e um cão (Stanley) passam por situações divertidas, como uma onda de gases de Pat, ou até mesmo uma perseguição de bolas de Stanley.
- Sly Cooper: na série de jogos de playstation 2 Sly Cooper, em sua gangue há um hipopótamo lutador chamado Murray.